# خالکیدیکه
خالکیدیکه (به یونانی: Χαλκιδική) شبه‌جزیرهای در شمال یونان، و یکی از استان‌های این کشور است. این استان در ناحیه مقدونیهٔ مرکزی قرار گرفته‌است. منطقه خودمختار کوه آتوس جزئی از شبه‌جزیرهٔ خالکیدیکه محسوب می‌شود اما جزئی از استان خالکیدیکه به حساب نمی‌آید. مرکز این استان شهر پولیگیروس است که در مرکز این شبه‌جزیره واقع می‌باشد.